# UCI World Tour 2022
L'UCI World Tour 2022 fou la dotzena edició de l'UCI World Tour. Després de la suspensió per la pandèmia de COVID-19 del Tour Down Under i la Cadel Evans Great Ocean Road Race es preveia disputar 34 curses; però, finalment, se'n disputaren 32 a causa d'ulteriors suspensions. Començà el 20 de febrer amb l'UAE Tour i finalitzà el 8 d'octubre amb el Tour del Llombardia.

## Equips
Per al 2022 els equips de categoria UCI WorldTeam foren 18, un equip menys que en l'edició anterior. Els equips Astana Qazaqstan Team, Israel-Premier Tech, Quick-Step Alpha Vinyl Team, EF Education-EasyPost i Team BikeExchange-Jayco canviaren de nom per l'ingrés de nous patrocinadors, mentre l'equip Team Qhubeka NextHash va desaparèixer per problemes financers.
| Codi | Equip                              | Propietari de la llicència       | País                | Grup       | Bicicletes  | Rodes             | Creació |
| ---- | ---------------------------------- | -------------------------------- | ------------------- | ---------- | ----------- | ----------------- | ------- |
| ACT  | AG2R Citroën Team                  | EUSRL France Cyclisme            | França              | Campagnolo | BMC         | Campagnolo        | 1992    |
| AST  | Astana Qazaqstan Team              | Olympus Sarl                     | Kazakhstan          | Shimano    | Wilier      | Corima            | 2007    |
| TBV  | Bahrain Victorious                 | Bahrain World Tour Cycling Team  | Bahrain             | Shimano    | Merida      | Vision            | 2017    |
| BOH  | Bora-Hansgrohe                     | Ralph Denk pro cycling GmbH      | Alemanya            | Shimano    | Specialized | Roval             | 2010    |
| COF  | Cofidis                            | Cofidis Compétition EUSRL        | França              | Campagnolo | De Rosa     | Fulcrum           | 1996    |
| EFE  | EF Education-EasyPost              | Slipstream Sports LLC            | Estats Units        | Shimano    | Cannondale  | Vision            | 2005    |
| GFC  | Groupama-FDJ                       | Société de Gestion de L'Echappée | França              | Shimano    | Lapierre    | Shimano           | 1997    |
| IGD  | Ineos Grenadiers                   | Tour Racing Limited              | Regne Unit          | Shimano    | Pinarello   | Shimano           | 2010    |
| IWG  | Intermarché-Wanty-Gobert Matériaux | Want You Cycling                 | Bèlgica             | Shimano    | Cube        | Fulcrum           | 2008    |
| IPT  | Israel-Premier Tech                | Cycling Academy Ltd.             | Israel              | Shimano    | Factor      | Black Inc         | 2015    |
| TJV  | Team Jumbo-Visma                   | Team Oranje Road BV              | Països Baixos       | Shimano    | Cervélo     | Shimano           | 1984    |
| LTS  | Lotto-Soudal                       | Belgian Cycling Project          | Bèlgica             | Campagnolo | Ridley      | Campagnolo        | 2012    |
| MOV  | Movistar Team                      | Abarca Sports S.L.               | Espanya             | SRAM       | Canyon      | Zipp              | 1980    |
| QST  | Quick-Step Alpha Vinyl Team        | Decolef Lux Sarl                 | Bèlgica             | Shimano    | Specialized | Roval             | 2003    |
| BEX  | Team BikeExchange Jayco            | GreenEdge Cycling                | Austràlia           | Shimano    | Bianchi     | Shimano et Vision | 2012    |
| DSM  | Team DSM                           | SMS Cycling B.V.                 | Països Baixos       | Shimano    | Scott       | Shimano           | 2005    |
| TFS  | Trek-Segafredo                     | Trek Factory Racing              | Estats Units        | SRAM       | Trek        | Bontrager         | 2011    |
| UAD  | UAE Team Emirates                  | CGS Cycling Team AG              | Emirats Àrabs Units | Campagnolo | Colnago     | Campagnolo        | 1990    |

## Calendari i resultats
| Núm. | Data                      | Cursa                            | País                | Cat | Vencedor             | Segon              | Tercer                 |
| ---- | ------------------------- | -------------------------------- | ------------------- | --- | -------------------- | ------------------ | ---------------------- |
| 1    | 20-26 de febrer           | UAE Tour                         | Emirats Àrabs Units | 5   | Tadej Pogačar        | Adam Yates         | Pello Bilbao           |
| 2    | 26 de febrer              | Omloop Het Nieuwsblad            | Bèlgica             | 5   | Wout Van Aert        | Sonny Colbrelli    | Greg Van Avermaet      |
| 3    | 5 de març                 | Strade Bianche                   | Itàlia              | 5   | Tadej Pogačar        | Alejandro Valverde | Kasper Asgreen         |
| 4    | 6-13 de març              | París-Niça                       | França              | 3   | Primoz Roglic        | Simon Yates        | Daniel Martínez Poveda |
| 5    | 7-13 de març              | Tirrena-Adriàtica                | Itàlia              | 3   | Tadej Pogačar        | Jonas Vingegaard   | Mikel Landa            |
| 6    | 19 de març                | Milà-Sanremo                     | Itàlia              | 3   | Matej Mohorič        | Anthony Turgis     | Mathieu van der Poel   |
| 7    | 21-27 de març             | Volta a Catalunya                | Espanya             | 4   | Sergio Higuita       | Richard Carapaz    | João Almeida           |
| 8    | 23 de març                | Classic Bruges-De Panne          | Bèlgica             | 5   | Tim Merlier          | Dylan Groenewegen  | Nacer Bouhanni         |
| 9    | 25 de març                | E3 Saxo Bank Classic             | Bèlgica             | 4   | Wout Van Aert        | Christophe Laporte | Stefan Küng            |
| 10   | 27 de març                | Gant-Wevelgem                    | Bèlgica             | 3   | Biniam Girmay        | Christophe Laporte | Dries Van Gestel       |
| 11   | 30 de març                | A través de Flandes              | Bèlgica             | 5   | Mathieu van der Poel | Tiesj Benoot       | Tom Pidcock            |
| 12   | 3 d'abril                 | Tour de Flandes                  | Bèlgica             | 3   | Mathieu van der Poel | Dylan van Baarle   | Valentin Madouas       |
| 13   | 4-9 d'abril               | Volta al País Basc               | País Basc           | 4   | Daniel Martínez      | Ion Izagirre       | Aleksandr Vlàssov      |
| 14   | 10 d'abril                | Amstel Gold Race                 | Països Baixos       | 3   | Michał Kwiatkowski   | Benoît Cosnefroy   | Tiesj Benoot           |
| 15   | 17 d'abril                | París-Roubaix                    | França              | 3   | Dylan van Baarle     | Wout Van Aert      | Stefan Küng            |
| 16   | 20 d'abril                | Fletxa Valona                    | Bèlgica             | 4   | Dylan Teuns          | Alejandro Valverde | Aleksandr Vlàssov      |
| 17   | 24 d'abril                | Lieja-Bastogne-Lieja             | Bèlgica             | 3   | Remco Evenepoel      | Quinten Hermans    | Wout Van Aert          |
| 18   | 26 d'abril-1 de maig      | Tour de Romandia                 | Suïssa              | 3   | Aleksandr Vlàssov    | Gino Mäder         | Simon Geschke          |
| 19   | 1 de maig                 | Eschborn-Frankfurt               | Alemanya            | 5   | Sam Bennett          | Fernando Gaviria   | Alexander Kristoff     |
| 20   | 6-29 de maig              | Giro d'Itàlia                    | Itàlia              | 2   | Jai Hindley          | Richard Carapaz    | Mikel Landa            |
| 21   | 5-12 de juny              | Critèrium del Dauphiné           | França              | 3   | Primož Roglič        | Jonas Vingegaard   | Ben O'Connor           |
| 22   | 12-19 de juny             | Volta a Suïssa                   | Suïssa              | 3   | Geraint Thomas       | Sergio Higuita     | Jakob Fuglsang         |
| 23   | 1-24 de juliol            | Tour de França                   | França              | 1   | Jonas Vingegaard     | Tadej Pogačar      | Geraint Thomas         |
| 24   | 30 de juliol              | Clàssica de Sant Sebastià        | País Basc           | 4   | Remco Evenepoel      | Pavel Sivakov      | Tiesj Bennot           |
| 25   | 30 de juliol-5 d'agost    | Volta a Polònia                  | Polònia             | 4   | Ethan Hayter         | Thymen Arensman    | Peio Bilbao            |
| 26   | 19 d'agost-11 de setembre | Volta a Espanya                  | Espanya             | 2   | Remco Evenepoel      | Enric Mas          | Juan Ayuso             |
| 27   | 21 d'agost                | Bemer Cyclassics                 | Alemanya            | 4   | Marco Haller         | Wout van Aert      | Quinten Hermans        |
| 28   | 28 d'agost                | Bretagne Classic                 | França              | 4   | Wout van Aert        | Axel Laurance      | Alexander Kamp         |
| 30   | 9 de setembre             | Gran Premi Ciclista de Quebec    | Canadà              | 3   | Benoît Cosnefroy     | Michael Matthews   | Biniam Girmay          |
| 31   | 11 de setembre            | Gran Premi Ciclista de Mont-real | Canadà              | 3   | Tadej Pogačar        | Wout van Aert      | Andrea Bagioli         |
| 32   | 8 d'octubre               | Volta a Llombardia               | Itàlia              | 3   | Tadej Pogačar        | Enric Mas          | Mikel Landa            |

### Curses suspeses
A causa de problemes logístics relacionats amb la COVID-19 pel que fa als viatges a Austràlia (inclosos els estrictes requisits de quarantena), el Tour Down Under (18-23 de gener) i la Cadel Evans Great Ocean Road Race (30 de gener) foren cancel·lats. El 8 de juny de 2022 el Benelux Tour (29 d'agost-4 de setembre) també fou cancel·lat a causa d'un calendari ciclístic sobrecarregat en aquells moments. El 17 de juny de 2022 el Tour de Guangxi (13-18 d'octubre) també fou suspès per les restriccions derivades de la pandèmia de COVID-19.